# Chlamisus wuyiensis
Chlamisus wuyiensis es un coleóptero de la familia Chrysomelidae.
Fue descrita científicamente en 1995 por Zhou & Tan.